# Additive Synthese
Die additive Synthese ist eine Methode der Klangsynthese und wird beispielsweise in elektronischen Musikinstrumenten wie Synthesizern und Zugriegelorgeln eingesetzt. Bei der additiven Synthese wird der Klang im Gegensatz zur subtraktiven Synthese nicht dadurch erzeugt, dass man aus einem obertonreichen Spektrum die unerwünschten Bestandteile ausfiltert, sondern indem man den Klang durch Zusammenstellen der gewünschten harmonischen Teiltöne erstellt.

## Funktionsprinzip
Die additive Synthese fußt auf dem Theorem des französischen Mathematikers Fourier (1768–1830), dass jeder denkbare Klang aus einer geeigneten Mischung von vielen einzelnen elementaren Sinusschwingungen erzeugt werden kann (Fouriersynthese). Um einen komplexen Klang zu erzeugen, sind viele Obertöne nötig, die dynamisch mittels Hüllkurven kontrolliert werden müssen. Hierdurch entsteht ein sehr hoher Rechenaufwand. Die Additive Synthese lässt durch ihr analytisches Verfahren im Gegensatz zur subtraktiven Synthese sehr präzise Klangcharakteristika zu.

## Elektronische Orgeln

Zugriegel bei einer Elektronischen Orgel. Jeder Zugriegel definiert die Lautstärke eines Obertones.

Ein einfacher früher Vertreter dieser Syntheseform ist die Zugriegelorgel. Sie besitzt mehrere Zugriegel. Jeder Zugriegel stellt einen Teilton der Obertonreihe in Sinusform zur Verfügung, der durch Herausziehen beziehungsweise Hineinschieben des Zugriegels in der Lautstärke geregelt werden kann. Die klassische Zugriegelorgel verfügt pro Manual über neun Zugriegel.

## Synthesizer
Als einer der ersten digitalen Synthesizer verwendete das Synclavier die additive Synthese. Der K1 war der erste einer Reihe von Synthesizer wie der K5 und K5000 von Kawai. Die Klangerzeugung des Kawai K5000 stellte die ersten 128 Teiltöne als Sinusschwingungen zur Verfügung, wobei die jeweilige Lautstärke des Teiltones aus dem Speicher abgerufen wurde. Die Programmierung von Klängen mittels dieser großen Anzahl von Teiltönen gelingt nur Dank einiger eingebauter Funktionen, die es gestatten, Teiltöne zu gruppieren.

## Verbreitung
Zum Verständnis der additiven Synthese sind Kenntnisse der Akustik oder Musiktheorie in Form der Teiltonreihe sehr hilfreich. Die additive Synthese ist schwerer intuitiv zu verstehen als z. B. die subtraktive Synthese. Dies mag, neben der komplexeren technischen Umsetzbarkeit, ein Grund für die eher geringe Verbreitung dieser Synthesemethode sein.
Eine weitere rein auf Sinusschwingungen aufbauende Synthesemethode ist die FM-Synthese.